# Akte Lansing
Akte Lansing ist eine sechsteilige bayerische Internet- und Fernsehserie, die als Mystery-Mediensatire Vorgänge hinter den Kulissen der Daily Soap Dahoam is Dahoam parodiert. Die von Oktober bis November 2017 gedrehte Serie ist seit 7. März 2019 in der BR Mediathek abrufbar. Am 4. und 11. April 2019 wurde sie in jeweils drei Teilen erstmals im BR Fernsehen ausgestrahlt.

## Episodenliste
| Titel                            | Veröffentlichungsdatum |
| -------------------------------- | ---------------------- |
| Denk oiwei dro, wos kimmt davo   | 4. April 2019          |
| Breze wuzeln, Weißwurscht zuzeln | 4. April 2019          |
| Obacht gebm, länger lebm         | 4. April 2019          |
| Wichtige Sacha – jetza macha     | 11. April 2019         |
| Veitl spitzen, Radi ritzen       | 11. April 2019         |
| Wiesn gmaht, ois is zspat        | 11. April 2019         |

## Episoden

### Kurzinhalt
Bei der Produktion des BR-Serienhits „Dahoam is Dahoam“ häufen sich rätselhafte Pannen: Im Kulissendorf Lansing werden Drehs manipuliert, Requisiten vertauscht, und die Darsteller verhalten sich noch seltsamer als gewohnt. Zudem gibt es Hinweise auf finanzielle Unregelmäßigkeiten. Der Fernsehchef (Christoph Süß) setzt den schneidigen Dr. Dr. Georg Spiess (Stefan Murr) als internen Sonderermittler ein, um die Vorgänge aufzuklären. Schnell legt Spiess sich mit dem gesamten Team an, zu dem der impulsive Producer Frank Kowalski (Stefan Lehnen), der wendige Autor Maximilian von und zu Dachsbach (Maximilian Pfnür) und die allseits beliebte Produktionsassistentin Cilli Dörfler (Ina Meling) gehören. Auch die spleenigen Schauspieler und der in Rätseln sprechende Pförtner (Michael A. Grimm) befremden den „Doppel-Doktor“.
Als Spiess nächtlichen Bewegungen auf dem Fernsehgelände nachgeht, wird er von einem Unbekannten niedergeschlagen. Kaum hat er sich erholt, findet er einen Requisiteur, der ihm eine Datei mit Hinweisen versprochen hat, tot in einem offenen Grab des Fernseh-Friedhofs von Lansing. Ein verschrobener Kommissar (Sebastian Bezzel), der sich die Hände offenbar nicht schmutzig machen möchte, erklärt das offiziell zum Unfall. Spiess ermittelt unbeirrt weiter – und kommt schon bald einer schier unglaublichen Verschwörung auf die Spur.

### Folge 1: Denk oiwei dro, wos kimmt davo
Der Fernseh-Chef schickt seinen besten Sonderermittler, Dr. Dr. Georg Spiess, in das Fernseh-Dorf Lansing, um nach Einspar-Potenzialen zu suchen. Spiess bezieht ein Büro auf dem Set der Serie „Dahoam is Dahoam“, forscht nach Unregelmäßigkeiten und gerät so in Konflikt mit dem Produzenten Frank Kowalski, der „seine“ Serie nach Gutsherrenart führt. Die allseits beliebte Produktionsassistentin Cilli und der aalglatte Autor Maximilian von und zu Dachsbach sagen Spiess Unterstützung zu – doch als er in der Nacht einem geheimnisvollen Fackelschein folgt, wird er von unbekannter Hand mit einem Brett niedergestreckt.

### Folge 2: Breze wuzeln, Weißwurscht zuzeln
Betreut von Cilli, erwacht Spiess in seinem Büro am Set von „Dahoam is Dahoam“. Er stört auf dem Gelände umherstreifend die Dreharbeiten, was zu einem heftigen Konflikt mit Produzent Kowalski führt. Spiess versucht, aus den Ereignissen der vorangegangenen Nacht klug zu werden. Dachsbach gibt ihm den Hinweis, dass Kowalski bei seinen Abrechnungen trickse. Der Requisiteur beschwört Spiess, ihn abends am Friedhofs-Set zu treffen – er müsse ihm einen USB-Stick mit geheimen Informationen über die Vorgänge in Lansing übergeben. Als Spiess zum vereinbarten Ort kommt, findet er den Requisiteur neben einem Grab – mit gebrochenem Genick.

### Folge 3: Obacht gebm, länger lebm
Der Kommissar vermittelt Spiess, dass der Tod des Requisiteurs offiziell als Unfall eingestuft wird. Spiess findet aber den vom Requisiteur versteckten USB-Stick. Vom Pförtner – einst selbst Darsteller in „Dahoam is Dahoam“, der nun in Folge eines Blitzschlags in Rätseln spricht – bekommt Spiess den Hinweis auf einen bedeutsamen Mann in Walching am Weiher. Als Spiess ihn aufsucht, stellt sich dieser als Christoph Einödinger, Ober-Fan von „Dahoam is Dahoam“, vor. Auch Cilli ist bei Einödinger. Unter Einfluss von Einödingers selbstgebrautem Bier wird Spiess erst sehr bayerisch, dann bewusstlos. Cilli schafft Spiess an den Walchinger Weiher, wo die beiden eine Liebesnacht verbringen.

### Folge 4: Wichtige Sacha – jetza macha
Der Fernseh-Chef zeigt sich unzufrieden mit Spiess' Ermittlungsfortschritten am Set von „Dahoam is Dahoam“. Spiess stellt fest, dass auf dem USB-Stick nur belangloses Material ist. Bei einem „Meet and Greet“ mit den Stars der Serie taucht Spiess' Mama mit zwei Freundinnen auf. Sie möchte den Sohn gern mit einer Mitwirkenden verkuppeln. Spiess kommt auf die Spur der „Kinimänner“, eines Geheimbundes, der in Bayern die Monarchie wieder einführen möchte. Einödinger, der „Große Löwe“ der Kinimänner, gibt Dachsbach, der ebenfalls Teil der Verschwörung ist, den Auftrag, Spiess zu beseitigen.

### Folge 5: Veitl spitzen, Radi ritzen
Um ein Haar entgeht Spiess dem Anschlag von Autor Dachsbach. Cilli taucht auf und macht Spiess eindeutige erotische Angebote. Doch das ist nur Cillis Vorwand, um ihn darüber aufzuklären, was bei „Dahoam is Dahoam“ wirklich los ist: Einödinger beobachtet das ganze Fernsehdorf Lansing über versteckte Kameras, er hat Cilli auf Spiess angesetzt – und sie muss gehorchen, weil die Kinimänner ihren Vater gefangen halten. Da erscheinen Darsteller, die Cilli mit sich nehmen. Doch sie schafft es noch, Spiess den echten USB-Stick mit den brisanten Informationen zuzuspielen. Beim Sichten erkennt er, dass die Kinimänner „Dahoam is Dahoam“ für einen teuflischen Plan missbrauchen. Doch als er den Fernseh-Chef hierüber informiert, wird er beurlaubt. Spiess ist ganz unten – da erreicht ihn auch noch die Botschaft, dass die Kinimänner Cilli entführt haben.

### Folge 6: Wiesn gmaht, ois is zspat
Entschlossen, Cilli zu retten, rauft Spiess sich mit Produzent Kowalski zusammen. Auf Kowalskis Motorrad fahren die beiden nach München zur Bavaria-Statue, in deren Kellergewölben sich die Zentrale der Kinimänner-Verschwörung befindet. Dort stellt sich das wahre Ausmaß von deren Geheimplan heraus – und die ganz besondere Rolle Dachsbachs darin. Gemeinsam mit dem Kommissar, der ebenfalls in die Zentrale eingedrungen ist, setzt Spiess alles daran, das ungeheuerliche Vorhaben zu vereiteln. Doch das ist ein verzweifelter Wettlauf gegen die Zeit…

## Darsteller
| Schauspieler             | Rollenname               |
| ------------------------ | ------------------------ |
| Stefan Murr              | Dr. Dr. Georg Spiess     |
| Ina Meling               | Cilli                    |
| Maximilian Pfnür         | Dachsbach                |
| Michael A. Grimm         | Pförtner                 |
| Robert Joseph Bartl      | Einödinger               |
| Stefan Lehnen            | Frank Kowalski           |
| Sebastian Bezzel         | Kommissar                |
| Christoph Süß            | Fernseh-Chef             |
| Monika Manz              | Mama Spiess              |
| Peter Weiß               | Requisiteur              |
| Tommy Schwimmer          | Tommy Schwimmer          |
| Ferdinand Schmidt-Modrow | Ferdinand Schmidt-Modrow |
| Brigitte Walbrun         | Brigitte Walbrun         |
| Harry Blank              | Harry Blank              |
| Silke Popp               | Silke Popp               |
| Bernhard Ulrich          | Bernhard Ulrich          |
| Carina Dengler           | Carina Dengler           |
| Werner Rom               | Werner Rom               |
| Holger M. Wilhelm        | Holger M. Wilhelm        |
| Hermann Giefer           | Hermann Giefer           |
| Heidrun Gärtner          | Heidrun Gärtner          |
| Lucas Bauer              | Lucas Bauer              |
| Georg Büttel             | Regisseur                |